# Žeretice
Žeretice är en ort i Tjeckien. Den ligger i den centrala delen av landet, 80 km öster om huvudstaden Prag. Žeretice ligger 256 meter över havet och antalet invånare är 264.
Terrängen runt Žeretice är platt, och sluttar söderut.Runt Žeretice är det ganska glesbefolkat, med 50 invånare per kvadratkilometer. Närmaste större samhälle är Jičín, 10,2 km norr om Žeretice. Trakten runt Žeretice består till största delen av jordbruksmark.